# 塔爾吉斯特
34°57′N 4°18′W / 34.950°N 4.300°W

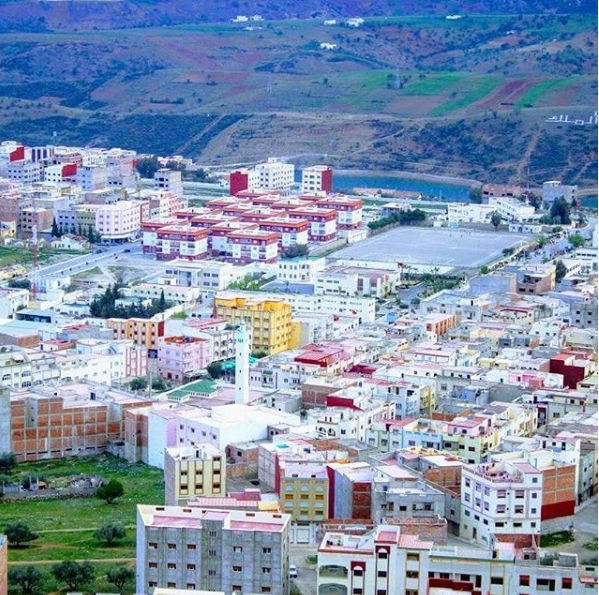
塔爾吉斯特

塔爾吉斯特（阿拉伯语：‎）是摩洛哥的城鎮，位於該國北部丹吉爾-得土安-胡塞馬大區，由胡塞馬省負責管轄，距離胡塞馬72公里，海拔高度994米，2004年人口11,560。